# Philematium rugosum
Philematium rugosum là một loài bọ cánh cứng trong họ Cerambycidae.